# Elgiszewo
Elgiszewo – wieś w Polsce położona w województwie kujawsko-pomorskim, w powiecie golubsko-dobrzyńskim, w gminie Ciechocin.

## Podział administracyjny
W latach 1975–1998 miejscowość administracyjnie należała do województwa toruńskiego.

## Demografia
Według Narodowego Spisu Powszechnego (III 2011 r.) wieś liczyła 781 mieszkańców. Jest drugą co do wielkości miejscowością gminy Ciechocin.

## Rekreacja i wypoczynek
W miejscowości znajduje się kompleks wypoczynkowy Osada Karbówko z wieżą widokową.

## Historia
Pierwsza wzmianka o miejscowości pochodzi z roku 1293, kiedy biskup kujawski Wisław otrzymał wieś w zamian za inne dobra odstąpione Krzyżakom.